# Resolució 283 del Consell de Seguretat de les Nacions Unides
La Resolució 283 del Consell de Seguretat de les Nacions Unides fou aprovada el 29 de juliol de 1970. Va ser aprovat per 13 vots contra cap, amb les abstencions de França i el Regne Unit.
En la resolució, el Consell de Seguretat de les Nacions Unides va observar amb gran preocupació la contínua negativa del Govern de Sud-àfrica a complir amb les decisions del Consell de Seguretat que exigien la retirada immediata de Sud-àfrica de Namíbia.
El Consell va demanar a tots els estats sobirans que s'abstinguessin de qualsevol activitat diplomàtica que pogués implicar el reconeixement diplomàtic de l'autoritat sud-africana sobre el territori i va fer una crida a tots els estats que tenien relacions diplomàtiques amb Pretòria a emetre una declaració formal en la qual no reconeixen tal autoritat i consideren que la contínua presència de Sud-àfrica és il·legal.
El Consell va demanar a tots els estats que asseguressin a totes les empreses governamentals i controlades que cessessin les negociacions amb Namíbia, que retinguessin els préstecs i les inversions a Namíbia i amb namibis, i que desincentivessin la promoció del turisme i l'emigració a Namíbia.
Es va demanar a altres estats que tornessin a examinar els tractats bilaterals amb Sud-àfrica en la mesura que aquests tractats s'apliquessin al territori. El Consell de Seguretat també va demanar al secretari general de les Nacions Unides que examinés tots els tractats multilaterals amb Sud-àfrica en la mesura que s'aplicaven al territori, i que el Comissionat de les Nacions Unides per Namíbia posés a la seva disposició els resultats dels seus estudis i propostes quant a l'emissió de passaports i visa per als namibis, i que l'Assemblea General de les Nacions Unides creés un fons per prestar assistència als namibis que havien sofert persecució i finançar un programa educatiu i formatiu integral per als namibis al territori. Finalment, el Consell va restablir el Subcomitè ad hoc sobre Namíbia per estudiar altres recomanacions sobre la forma en què es podrien implementar les resolucions pertinents.